# Monceaux-en-Bessin
Monceaux-en-Bessin ist eine Gemeinde mit 567 Einwohnern (Stand: 1. Januar 2022) in der Normandie in Frankreich. Sie gehört zum Département Calvados, zum Arrondissement Bayeux und zum Kanton Bayeux. 

## Geographie
Monceaux-en-Bessin liegt etwa vier Kilometer südlich vom Stadtzentrum von Bayeux. Umgeben wird Monceaux-en-Bessin von den Nachbargemeinden Bayeux im Norden, Saint-Martin-des-Entrées im Osten und Nordosten, Nonant im Südosten, Ellon im Süden sowie Guéron im Westen.

## Bevölkerungsentwicklung
| Jahr                      | 1962 | 1968 | 1975 | 1982 | 1990 | 1999 | 2006 | 2013 |
| ------------------------- | ---- | ---- | ---- | ---- | ---- | ---- | ---- | ---- |
| Einwohner                 | 268  | 244  | 278  | 346  | 395  | 384  | 343  | 539  |
| Quelle: Cassini und INSEE |      |      |      |      |      |      |      |      |

## Sehenswürdigkeiten
- Kirche Saint-Nicolas aus dem 13. Jahrhundert
- Herrenhaus von Crémel aus dem 17. Jahrhundert, Monument historique
- Herrenhaus von Blary aus dem 15. Jahrhundert
- Herrenhaus von Les Équerres aus dem 19. Jahrhundert

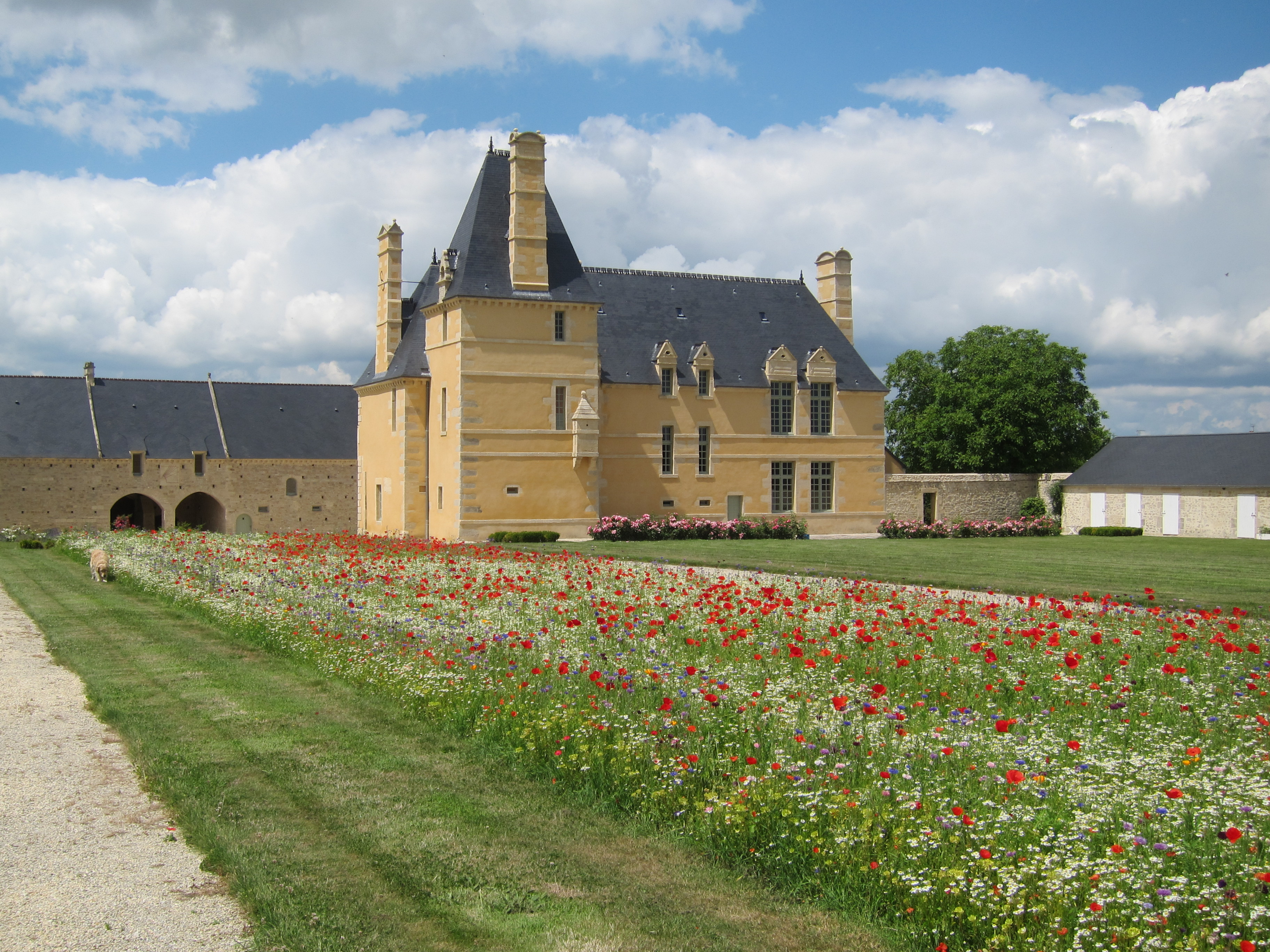
Herrenhaus von Crémel